# آلبالات دلس تارنخرس
آلبالات دلس تارنخرس (به اسپانیایی: Albalat dels Tarongers) یک شهرستان در اسپانیا است که در میدان مورودره واقع شده است.

## خصوصیات
آلبالات دلس تارنخرس ۲۱٫۳۵ کیلومترمربع مساحت و ۱٬۱۲۱ نفر جمعیت دارد و ۹۶ متر بالاتر از سطح دریا واقع شده است.